# 喜多村豊
喜多村 豊（きたむら ゆたか　1958年8月12日 - ）は、日本の実業家。小室哲哉のプロデュースを手がけるTK_TRACKS代表取締役社長を務める。

## 来歴
大学卒業後、イトーヨーカドーに5年間在籍し、店舗・販売部・商品部などの勤務を経て独立。マーケティング、経営コンサルタント会社を設立。流通業中心に建設業・アパレル・飲料食品・電機メーカー・スポーツビジネスなどのコンサルタント、プロデュース業務を手がけている。
TK_TRACKS社長のほか、公開経営指導協会の理事長や法政大学専門職大学院（法政ビジネススクール）イノベーション・マネジメント専攻研究科の客員教員といった役職にも就いている。